# ناطورة المفاتيح (مسرحية)
ناطورة المفاتيح مسرحية لبنانية بطولة السيدة فيروز. قدمت عام 1972.